# Nathalie Cartier-Lacave
Nathalie Cartier-Lacave est une biologiste française, directrice de recherche à l’Inserm, et présidente de l'European Society of Gene and Cell Therapy. Elle est connue pour ses travaux sur la thérapie génique.

## Carrière scientifique

### Thérapie génique
Après son internat de médecine, elle fait un stage post-doctoral dans le laboratoire d'Axel Kahn à l’Institut Cochin, au cours duquel elle développe les premiers modèles d’animaux transgéniques nécessaires aux recherches en oncogenèse. En 1993, elle rejoint le laboratoire de Pierre Bougnères à l'Inserm pour travailler avec Patrick Aubourg sur le gène impliqué dans l’adrénoleucodystrophie et la mise au point d'une stratégie thérapeutique qui conduira à l'essai clinique de 2009. Elle poursuit cette démarche thérapeutique en développant la thérapie génique de la leucodystrophie métachromatique avec Caroline Sevin et Patrick Aubourg. Un essai clinique est en cours à l’hôpital Bicêtre.
Elle s'illustre en 2009 pour avoir réalisé tout le travail de recherche aboutissant au premier essai clinique de thérapie génique chez l'homme utilisant comme vecteur de transfert de gène le VIH. Cet essai clinique mené avec Patrick Aubourg et l’équipe d’Alain Fischer a permis de traiter quatre enfants atteints d’adrénoleucodystrophie, une maladie mortelle incurable. Ses recherches ont été en partie financées par l'association ELA et l'AFM,.

### Enseignement et recherche
Présidente de la Société française de thérapie cellulaire et génique (SFTCG) jusqu’en 2014, et présidente de l'European Society of Gene and Cell Therapy jusqu'en 2016, elle participe à la promotion et au développement de nouvelles approches de thérapie génique. Elle co-dirige le module de Biothérapie du Magistère de Génétique des universités Paris Descartes et Paris Diderot, où elle participe à la formation des chercheurs dans ce domaine. Elle co-dirige le Diplôme Universitaire de Recherche Translationnelle en Neurosciences de l’Université Paris-Sud / Paris Saclay.
Aujourd'hui, elle pilote à Institut du cerveau et de la moelle épinière de Paris, le groupe Biothérapies où elle travaille à la mise en place d'un traitement par thérapie génique de la maladie d'Alzheimer et de la maladie de Huntington, qui vise la voie du cholestérol cérébral, identifié comme un facteur significatif du développement de ces deux maladies,,. Un essai thérapeutique de phase I/II pour la maladie de Huntington en 2020 est prévu. Son groupe développe des outils permettant l’entrée de molécules thérapeutiques dans le cerveau (vecteurs administrables par voie veineuse, optogénétique, utilisation de cellules résidentes du cerveau comme vecteur thérapeutique).

## Distinctions
Décorée de la Légion d'honneur, sa carrière a été récompensée par le Grand prix Guy Lazothes de l'Académie des Sciences et le prix Drieu-Cholet de l'Académie de médecine, le prix Jean Valade de la Fondation de France et le prix Thermo Biothérapie.